# 七苦聖母

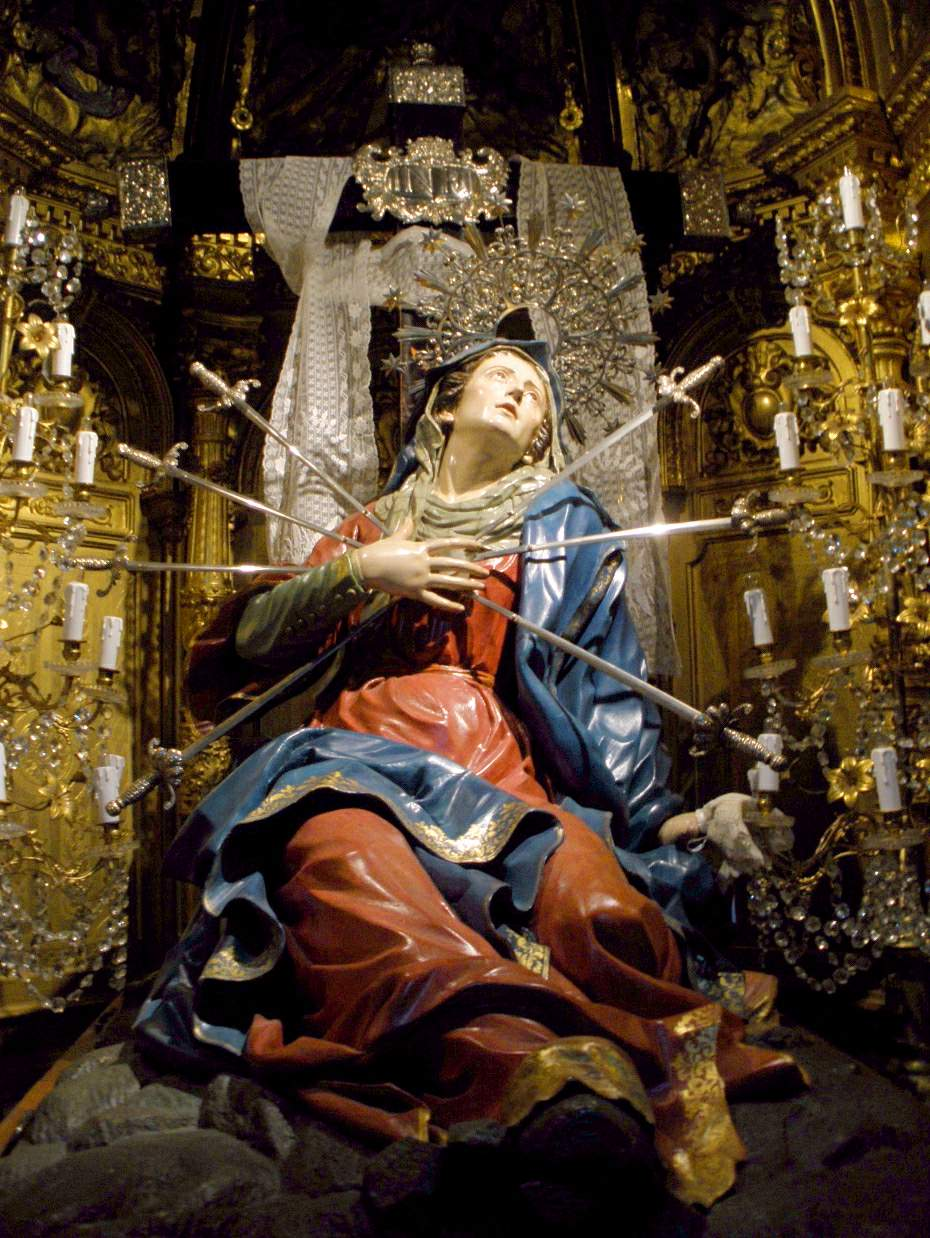
七把劍刺穿聖母瑪利亞的悲傷之心，位於西班牙薩拉曼卡聖十字教堂內

痛苦聖母（英文：Our Lady of Sorrows），又稱七苦聖母，是天主教紀念聖母瑪利亞於人世間所受苦難的節日，會在每年9月15日紀念。天主教徒會誦念《七苦聖母玫瑰經》，就是紀念聖母瑪利亞於人世間所受的苦難。根據《聖經》〈路加福音〉第二章34-35節的記載，耶穌被奉獻於聖殿時，西默盎曾對聖母瑪利亞預言：「要有一把利劍刺透妳的心靈。」預言瑪利亞作為基督的母親一生要承受許多苦難。
天主教由1668年起，開始有紀念聖母七苦的節日。1817年，教宗庇護七世為感謝聖母使他從拿破崙囚禁中被釋放，制定每年9月15日為聖母七苦的紀念節日。相傳教宗庇護七世被拿破崙囚禁期間時常默想聖母七項苦難。

## 聖母七項苦難內容
1. 西默盎的預言之苦。
2. 流亡埃及之苦。
3. 與耶穌在耶路撒冷失散三日之苦。
4. 耶穌被士兵痛打之苦。
5. 站在耶穌十字架旁之苦。
6. 懷抱耶穌屍體之苦。
7. 埋葬耶穌聖屍之苦。

## 聖母七苦玫瑰經
《聖母七苦玫瑰經》的念法為每默想完一項聖母的苦難後，頌念一次的《天主經》與七次的《聖母經》，直到默想完七項聖母的苦難。一般在誦念完後會唱《痛苦聖母歌》（也就是 天主教於痛苦聖母節日的彌撒繼紓詠）。《聖母七苦玫瑰經》與《玫瑰經》痛苦五端奧跡（the five Sorrowful Mysteries of the Rosary）是不同的，要予以區分。

## 延伸閱讀
- The Seven Sorrows of Mary, by Joel Giallanza, C.S.C. 2008, published by Ave Maria Press, ISBN 1-59471-176-3

## 外部連結
- The Seven Sorrows Devotion（页面存档备份，存于）

Template:Virgin Mary

Template:Madonna styles

Template:Private revelation